# Orthotylus viridis
Orthotylus viridis är en insektsart som beskrevs av Van Duzee 1916. Orthotylus viridis ingår i släktet Orthotylus och familjen ängsskinnbaggar. Inga underarter finns listade i Catalogue of Life.